# Rym inicjalny
Rym inicjalny (początkowy) – rym obejmujący pierwsze wyrazy lub zgłoski wersu. W normalnych układach pojawia się rzadko i często uzupełnia rym końcowy. Niekiedy rym inicjalny może stać się rymem końcowym, o ile wiersz daje się odczytać z prawa do lewa, jak w przypadku słynnych „Raków” Jana Kochanowskiego.

## Przykłady
Folgujmy paniom nie sobie, ma rada;
Miłujmy wiernie nie jest w nich przysada
Godności trzeba nie za nic tu cnota,
Miłości pragną nie pragną tu złota.
Jan Kochanowski, Raki (fragment)
Różowiła się dal przezroczysta
Podnosiła się kula ognista!
Podnosiła się, wytaczała się.
Julian Tuwim, Helios (fragment)
W szyciu nic nie ma prócz szycia,
Więc szyjmy, póki starczy siły!
W życiu nic nie ma prócz życia,
Więc żyjmy aż po kres mogiły!
Bolesław Leśmian, Szewczyk, (fragment)